# 鹽川站
鹽川站（日语：／ Shiokawa eki */?）是位於福島縣喜多方市鹽川町，屬於東日本旅客鐵道（JR東日本）的磐越西線車站。

## 歷史
- 1904年（明治37年）1月20日：岩越鐵道車站啟用，為一般車站[1]。
- 1906年（明治39年）11月1日：岩越鐵道被國有化（日语：鉄道国有法），成為官設鐵道車站。
- 1975年（昭和50年）3月24日：站內開設水泥終站（日语：セメントターミナル）鹽川基地。
- 1982年（昭和57年）
  - 8月1日：除了水泥終站結束其他車載貨物起卸業務。
  - 11月15日：急行豬苗代降級至快速列車。在急行列車中，只有急行「萬代」郡山到發列車1往返班次。
- 1984年（昭和59年）
  - 2月1日：結束行李起卸業務。
  - 3月14日：急行「阿賀野」降級至快速列車。此站所有定期列車均停靠此站。
- 1987年（昭和62年）4月1日：伴隨國鐵分割民營化，車站由東日本旅客鐵道（JR東日本）和日本貨物鐵道（JR貨物）營運[3]。
- 1991年（平成3年）3月：鹽川親睦會館落成[4]。
- 2007年（平成19年）3月15日：最後一日設有貨運列車行走。

## 車站構造

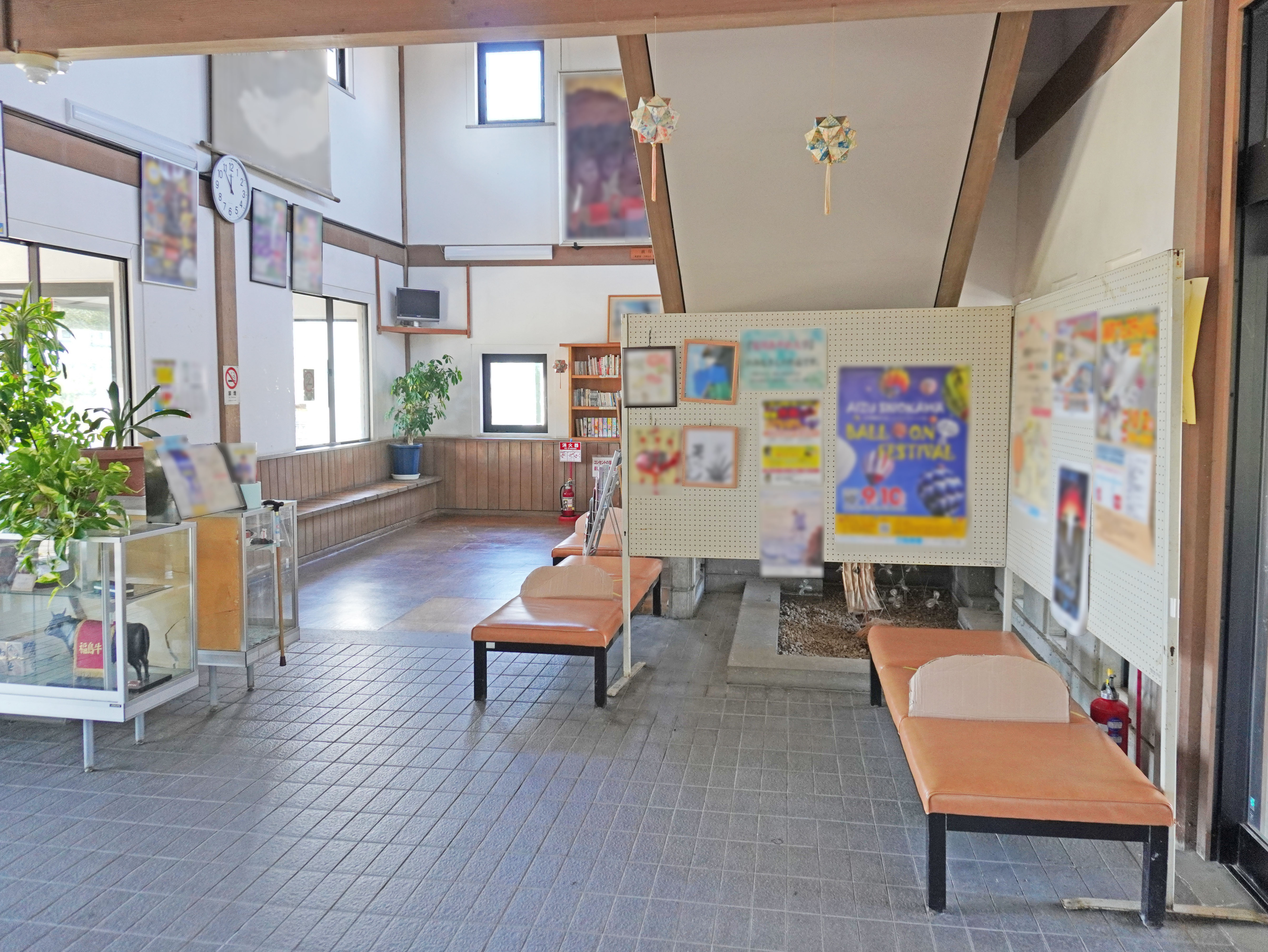
1樓的候車室（2022年9月）
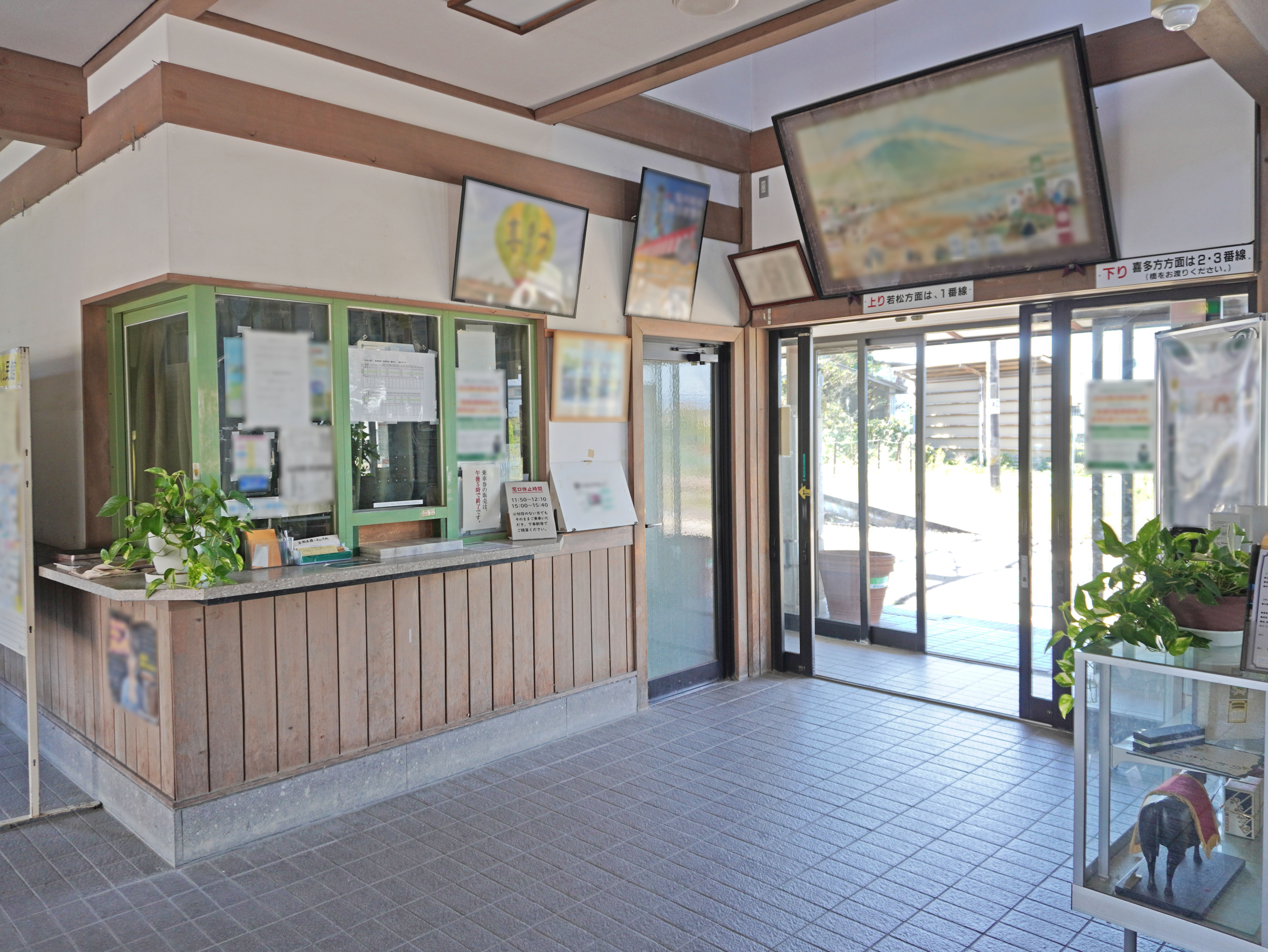
驗票口（2022年9月）
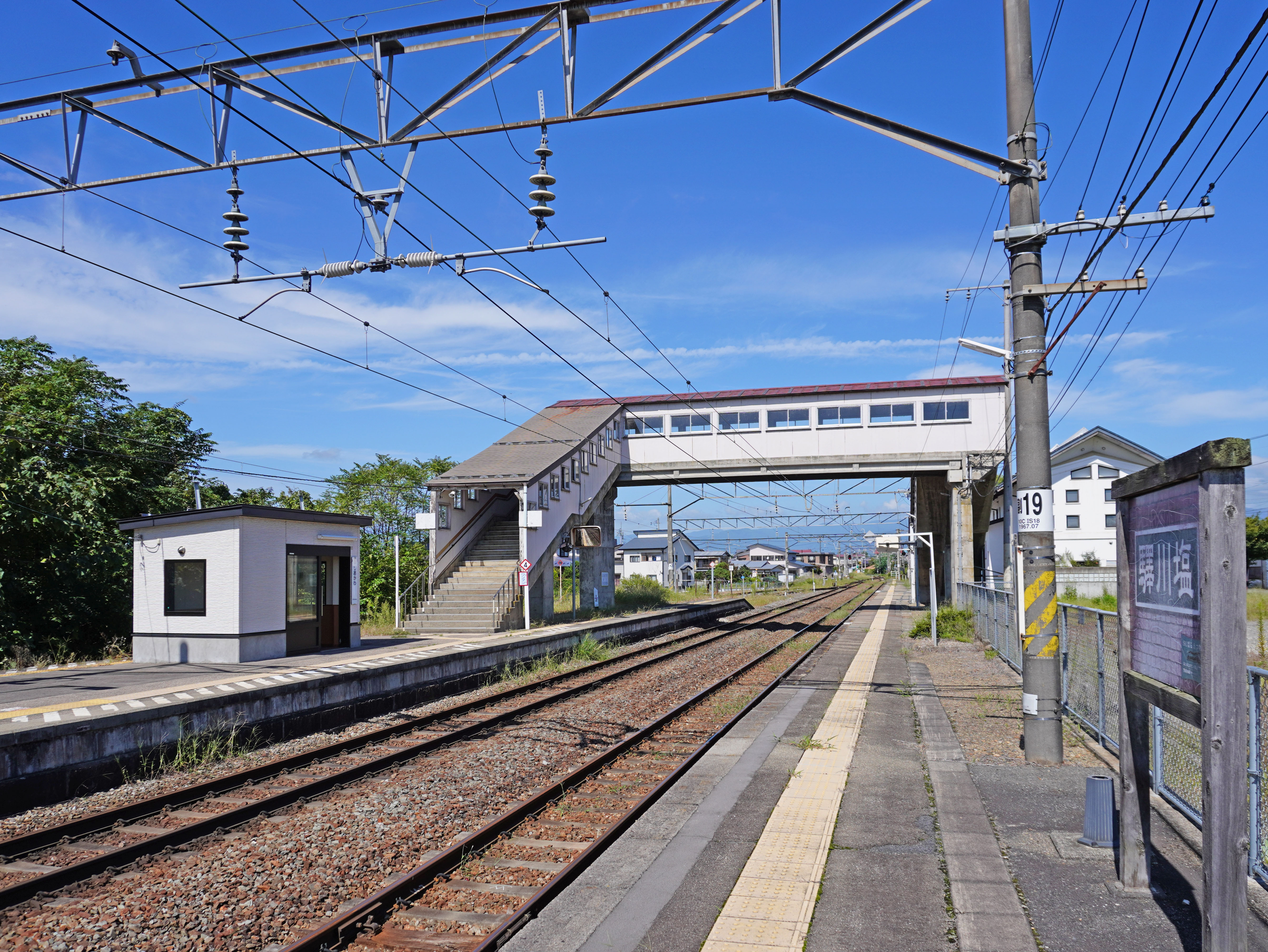
月台（2022年9月）

此站是地面車站，設有1面2線的島式月台和1面1線的單式月台，共有2面3線的月台。各月台之間透過跨線橋連接。在快速「SL磐越物語」中，只有上行列車停靠，這是由於信號設備關係，下行列車不可讓上述列車停靠。
此站是由會津若松站管理的簡易委託車站。站內設有POS終端（可購入指定券』）。

### 月台
| 月台 | 路線           | 上下行         | 方向           |
| ---- | -------------- | -------------- | -------------- |
| 1    | ■磐越西線      | 上行           | 會津若松方向   |
| 2    | ■磐越西線      | 下行           | 喜多方方向     |
| 3    | （停止使用中） | （停止使用中） | （停止使用中） |

本站的站房是一座武家屋敷風的建築物，其內部設有鹽川親睦會館，由喜多方市負責管理。一樓設有售票處、候車室、廁所（濕廁）、自動販賣機、圖書角和市民作品的展示場。2樓則設有會議室和集會室。

## 貨物起卸
此站現時是JR貨物車站（車載貨物的臨時起卸站）。沒有定期貨運列車，沒有貨物設備，也沒有專用線連接此站。此站過去設有連接水泥終站會津營業所的側線。當時設有水泥運送列車來自青海站，逢星期二、三、四（截至2006年3月）設有貨物列車到達。
在水泥終站的側線沒有機走設備。早上來自青海站（新潟貨物總站）方向的列車會在此站與反方向列車進行列車交會，然後通過此站。隨後到達會津若松站，機車與貨車分離，機車途經廣田站後再次回到會津若松站，與貨物車廂結併前往鹽川方向，列車會停靠鹽川站3號月台，再而以推進駕駛方法進入側線，進行卸載作業。完成卸載作業後，列車會進入鹽川站3號月台，再而返回青海。

## 使用狀況
根據「JR東日本」的資料，在2019年度（令和元年度）1日平均乘車人次為264人。
以下列出近年乘車人次變化：
| 年度               | 1日平均 乘車人次 | 參考資料        |
| ------------------ | ---------------- | --------------- |
| 2000年（平成12年） | 324              | [ 利用客数 2 ]  |
| 2001年（平成13年） | 341              | [ 利用客数 3 ]  |
| 2002年（平成14年） | 336              | [ 利用客数 4 ]  |
| 2003年（平成15年） | 321              | [ 利用客数 5 ]  |
| 2004年（平成16年） | 325              | [ 利用客数 6 ]  |
| 2005年（平成17年） | 351              | [ 利用客数 7 ]  |
| 2006年（平成18年） | 338              | [ 利用客数 8 ]  |
| 2007年（平成19年） | 304              | [ 利用客数 9 ]  |
| 2008年（平成20年） | 317              | [ 利用客数 10 ] |
| 2009年（平成21年） | 317              | [ 利用客数 11 ] |
| 2010年（平成22年） | 307              | [ 利用客数 12 ] |
| 2011年（平成23年） | 296              | [ 利用客数 13 ] |
| 2012年（平成24年） | 307              | [ 利用客数 14 ] |
| 2013年（平成25年） | 315              | [ 利用客数 15 ] |
| 2014年（平成26年） | 273              | [ 利用客数 16 ] |
| 2015年（平成27年） | 284              | [ 利用客数 17 ] |
| 2016年（平成28年） | 283              | [ 利用客数 18 ] |
| 2017年（平成29年） | 272              | [ 利用客数 19 ] |
| 2018年（平成30年） | 266              | [ 利用客数 20 ] |
| 2019年（令和元年） | 264              | [ 利用客数 1 ]  |

## 日橋川　川之祭典、煙火大會
在夏天會舉行「日橋川 川之祭典、煙花大會」，日間可乘坐筏下行，夜間會舉行煙花大會。煙花大會被稱為會津一。當日會津若松站會派遣職員前往此站售票，以及加設臨時列車。在開始煙花大會前和活動完結後，車站非常繁忙。

## 車站周邊
- 鹽川親睦會館（站內）
- 鹽川藏史館
- 喜多方市政廳鹽川綜合分所（舊・鹽川町（日语：塩川町）公所）
- 喜多方市政廳福祉中心（鹽川公民館）
- 鹽川郵局（日语：塩川郵便局）
- 東邦銀行（日语：東邦銀行）鹽川分店
- 喜多方市鹽川保育所
- 喜多方市立鹽川小學
- 喜多方市立鹽川中學
- 會津之里新酒店（中學生向）
- Iki Iki中心
- 福島縣技術學院（日语：福島県立テクノアカデミー）會津
- 水泥終站會津營業所
- 三鱗社集團控股（日语：ミツウロコグループホールディングス）會津營業所
- 會津縱貫北道路（日语：会津縦貫北道路） 鹽川交匯處（日语：塩川インターチェンジ）
- 國道121號（日语：国道121号）
- 福島縣道127號會津坂下鹽川線（日语：福島県道127号会津坂下塩川線）
- 福島縣道209號鹽川停車場線（日语：福島県道209号塩川停車場線）
- 日橋川（日语：日橋川）
- 御殿場公園（日语：御殿場公園）
- 阿彌陀時
- 竹屋觀音寺（日语：竹屋観音寺）（會津三十三觀音八番札所）

## 相鄰車站
東日本旅客鐵道（JR東日本）
■磐越西線
- 臨時快速「SL磐越物語」停車站
- 臨時快速「AIZU山特快」停車站

□快速「阿賀野」、□快速（只有下行列車）、■普通（速達列車）
會津若松－鹽川－喜多方
■普通（各站停車）
笈川－鹽川－姥堂

## 注腳

### 使用狀況
1. 1 2  . 東日本旅客鐵道.   [2020-07-13]. （原始内容存档于2020-07-14） （日语）.
2. ↑  . 東日本旅客鐵道.   [2019-02-24]. （原始内容存档于2019-04-02） （日语）.
3. ↑  . 東日本旅客鐵道.   [2019-02-24]. （原始内容存档于2019-02-22） （日语）.
4. ↑  . 東日本旅客鐵道.   [2019-02-24]. （原始内容存档于2019-04-02） （日语）.
5. ↑  . 東日本旅客鐵道.   [2019-02-24]. （原始内容存档于2019-03-27） （日语）.
6. ↑  . 東日本旅客鐵道.   [2019-02-24]. （原始内容存档于2019-02-23） （日语）.
7. ↑  . 東日本旅客鐵道.   [2019-02-24]. （原始内容存档于2019-04-02） （日语）.
8. ↑  . 東日本旅客鐵道.   [2019-02-24]. （原始内容存档于2019-04-02） （日语）.
9. ↑  . 東日本旅客鐵道.   [2019-02-24]. （原始内容存档于2019-04-02） （日语）.
10. ↑  . 東日本旅客鐵道.   [2019-02-24]. （原始内容存档于2019-02-22） （日语）.
11. ↑  . 東日本旅客鐵道.   [2019-02-24]. （原始内容存档于2019-04-02） （日语）.
12. ↑  . 東日本旅客鐵道.   [2019-02-24]. （原始内容存档于2019-04-02） （日语）.
13. ↑  . 東日本旅客鐵道.   [2019-02-24]. （原始内容存档于2019-04-02） （日语）.
14. ↑  . 東日本旅客鐵道.   [2019-02-24]. （原始内容存档于2019-03-27） （日语）.
15. ↑  . 東日本旅客鐵道.   [2019-02-24]. （原始内容存档于2019-03-06） （日语）.
16. ↑  . 東日本旅客鐵道.   [2019-02-24]. （原始内容存档于2019-03-06） （日语）.
17. ↑  . 東日本旅客鐵道.   [2019-02-24]. （原始内容存档于2019-03-23） （日语）.
18. ↑  . 東日本旅客鐵道.   [2019-02-24]. （原始内容存档于2019-03-27） （日语）.
19. ↑  . 東日本旅客鐵道.   [2019-02-24]. （原始内容存档于2019-03-25） （日语）.
20. ↑  . 東日本旅客鐵道.   [2019-07-21]. （原始内容存档于2019-07-05） （日语）.

## 外部連結
- 車站資訊（鹽川）：東日本旅客鐵道（日語）